# Lijst van rijksmonumenten in Maastricht/Maastrichter Brugstraat
Een overzicht van de 14 rijksmonumenten in de stad Maastricht gelegen aan of bij de Maastrichter Brugstraat.
| Object                                                                           | Oorspronkelijke functie? | Bouwjaar               | Architect | Locatie                    | Coördinaten?                  | Nr.?  | Afbeelding        |
| -------------------------------------------------------------------------------- | ------------------------ | ---------------------- | --------- | -------------------------- | ----------------------------- | ----- | ----------------- |
| Huis met lijstgevel.                                                             | Gebouw                   | 18e eeuw               |           | Maastrichter Brugstraat 4  | 50° 50' 58" NB, 5° 41' 38" OL | 27289 | Meer afbeeldingen |
| Huis met lijstgevel van Naamse steen.                                            | Woonhuis                 | derde kwart 18e eeuw   |           | Maastrichter Brugstraat 6  | 50° 50' 58" NB, 5° 41' 38" OL | 27291 | Meer afbeeldingen |
| Huis met lijstgevel. Gevelsteen met kerk 1740 In Het Kerkxken.                   | Gebouw                   | 1740                   |           | Maastrichter Brugstraat 8  | 50° 50' 58" NB, 5° 41' 38" OL | 27292 | Meer afbeeldingen |
| Huis met smalle lijstgevel.                                                      | Woonhuis                 | eerste helft 18e eeuw  |           | Maastrichter Brugstraat 10 | 50° 50' 58" NB, 5° 41' 37" OL | 27293 | Meer afbeeldingen |
| Huis met lijstgevel van Naamse steen.                                            | Woonhuis                 | eerste helft 18e eeuw  |           | Maastrichter Brugstraat 12 | 50° 50' 58" NB, 5° 41' 37" OL | 27294 | Meer afbeeldingen |
| Huis met lijstgevel van Naamse steen.                                            | Woonhuis                 | eerste helft 18e eeuw  |           | Maastrichter Brugstraat 16 | 50° 50' 58" NB, 5° 41' 37" OL | 27295 | Meer afbeeldingen |
| Huis met smalle lijstgevel.                                                      | Gebouw                   | 1734                   |           | Maastrichter Brugstraat 18 | 50° 50' 58" NB, 5° 41' 36" OL | 27296 | Meer afbeeldingen |
| Huis met smalle lijstgevel.                                                      | Gebouw                   | 18e eeuw               |           | Maastrichter Brugstraat 20 | 50° 50' 58" NB, 5° 41' 36" OL | 27297 | Meer afbeeldingen |
| Huis met lijstgevel van Naamse steen.                                            | Gebouw                   | laatste kwart 18e eeuw |           | Maastrichter Brugstraat 21 | 50° 50' 57" NB, 5° 41' 37" OL | 27298 | Meer afbeeldingen |
| Huis met eenvoudige smalle lijstgevel.                                           | Gebouw                   | 19e eeuw               |           | Maastrichter Brugstraat 22 | 50° 50' 58" NB, 5° 41' 36" OL | 27299 | Meer afbeeldingen |
| Huis met lijstgevel.                                                             | Gebouw                   | 19e eeuw               |           | Maastrichter Brugstraat 24 | 50° 50' 58" NB, 5° 41' 36" OL | 27300 | Meer afbeeldingen |
| Huis met lijstgevel. Gevelsteen A LA MONTAGNE COURONNEE IN DEN GECROONDEN BERGH. | Woonhuis                 | 18e eeuw               |           | Maastrichter Brugstraat 26 | 50° 50' 58" NB, 5° 41' 35" OL | 27301 | Meer afbeeldingen |
| Huis met smalle lijstgevel.                                                      | Woonhuis                 | 18e eeuw               |           | Maastrichter Brugstraat 28 | 50° 50' 58" NB, 5° 41' 35" OL | 27302 | Meer afbeeldingen |
| Huis met lijstgevel.                                                             | Gebouw                   | 18e eeuw               |           | Maastrichter Brugstraat 30 | 50° 50' 58" NB, 5° 41' 35" OL | 27303 | Meer afbeeldingen |